# ليام دوسن
ليام دوسن (1 مارس 1990 في المملكة المتحدة - ) (بالإنجليزية: Liam Dawson)‏ هو لاعب كريكت بريطاني. شارك مع منتخب إنجلترا للكريكت. أما مع النوادي، فقد لعب مع نادي شيخ جمال دهانموندي وRangpur Riders ‏ وPrime Bank Cricket Club ‏ ونادي مقاطعة ساسكس للكريكت ‏ ونادي مقاطعة هامبشاير للكريكت ‏.

## وصلات خارجية
- ليام دوسن على موقع إي آس بي آن كريك إنفو (الإنجليزية)